# Maria Wolfbrandt
Maria Wolfbrandt, född 18 mars 1979, är en före detta professionell tennisspelare från Sverige.
Hon vann tio singeltitlar och elva dubblettitlar på ITF Circuit. Den 3 februari 2003 nådde hon sin bästa singelrankning i världen, plats 219. Den 25 augusti 2003 nådde hon sin bästa placering på dubbelrankingen, 180.
Wolfbrandt spelade för Sverige i Fed Cup och hade ett vinst-förlustrekord på 5–3.
Wolfbrandt avslutade sin professionella tenniskarriär 2007.

## ITF Curcuit-finaler
| $ 100 000 turneringar |
| $ 75 000 turneringar  |
| $ 50 000 turneringar  |
| $ 25 000 turneringar  |
| 10.000 $ turneringar  |

### Singlar: 17 (10–7)
| Resultat | Datum             | Turnering            | Yta      | Motståndare          | Poäng                   |
| -------- | ----------------- | -------------------- | -------- | -------------------- | ----------------------- |
| Vinnare  | 15 januari 1996   | Åbo, Finland         | Hårt (i) | Sofia Finér          | 4–6, 6–2, 6–1           |
| Tvåa     | 19 januari 1998   | Båstad, Sverige      | Hårt (i) | Maria Goloviznina    | 3–6, 5–7                |
| Vinnare  | 29 juni 1998      | Lohja, Finland       | Grus     | Maria Persson        | 6–3, 7–5                |
| Tvåa     | 3 augusti 1998    | Paderborn, Tyskland  | Grus     | Patty Van Acker      | 0–6, 4–6                |
| Vinnare  | 21 juni 1999      | Båstad, Sverige      | Grus     | Diana Majkic         | 6–3, 6–1                |
| Vinnare  | 5 juni 2000       | Antalya, Turkiet     | Grus     | Aliénor Tricerri     | 6–2, 6–0                |
| Vinnare  | 26 juni 2000      | Båstad, Sverige      | Grus     | Charlotte Aagaard    | 6–2, 6–0                |
| Tvåa     | 14 augusti 2000   | Koksijde, Belgien    | Grus     | Anousjka van Exel    | 3–6, 4–6                |
| Vinnare  | 11 september 2000 | Madrid, Spanien      | Grus     | Carolina Rodriguez   | 6–1, 6–1                |
| Vinnare  | 25 september 2000 | Lerida, Spanien      | Grus     | Séverine Beltrame    | 6–3, 6–4                |
| Vinnare  | 16 oktober 2000   | Chieti, Italien      | Grus     | Laura Bao            | 3–5, 5–4, 2–4, 5–4, 5–3 |
| Tvåa     | 4 mars 2002       | Makarska, Kroatien   | Grus     | Tina Hergold         | 6–3, 3–6, 5–7           |
| Vinnare  | 29 april 2002     | Warszawa, Polen      | Grus     | Iveta Gerlová        | 6–2, 6–4                |
| Vinnare  | 28 maj 2002       | Warszawa, Polen      | Grus     | Iveta Gerlová        | 6–3, 4–6, 6–4           |
| Tvåa     | 30 juni 2002      | Båstad, Sverige      | Grus     | Sofia Arvidsson      | 5–7, 4–6                |
| Tvåa     | 3 maj 2004        | Mérida, Mexiko       | Hård     | Andrea Benítez       | 4–6, 3–6                |
| Tvåa     | 21 juni 2004      | Périgueux, Frankrike | Grus     | Maria Fernanda Alves | 3–6, 3–6                |

### Dubbel: 20 (11–9)
| Resultat | Datum            | Turnering            | Underlag | Partner                 | Motståndare                                      | Poäng              |
| -------- | ---------------- | -------------------- | -------- | ----------------------- | ------------------------------------------------ | ------------------ |
| Tvåa     | 3 juli 1995      | Lohja, Finland       | Grus     | Maria-Farnes Capistrano | Sofia Finér, Annica Lindstedt                    | 5–7, 4–6           |
| Vinnare  | 21 juni 1999     | Båstad, Sverige      | Grus     | Minna Rautajoki         | Hanna-Katri Aalto Kirsi Lampinen                 | 1–6, 6–2, 6–4      |
| Tvåa     | 21 juni 1999     | Tallinn, Estland     | Grus     | Minna Rautajoki         | Irina Kornienko Ekaterina Sysoeva                | 1–6, 1–6           |
| Vinnare  | 23 augusti 1999  | Hechingen, Tyskland  | Grus     | Jennifer Tinnacher      | Gréta Arn Eszter Molnár                          | 6–4, 6–3           |
| Vinnare  | 4 oktober 1999   | Girona, Spanien      | Grus     | Mara Santangelo         | Marina Escobar Rocio Gonzalez                    | 6–7(3–7), 6–1, 6–3 |
| Tvåa     | 31 januari 2000  | Mallorca, Spanien    | Grus     | Aurélie Védy            | Stefanie Haidner Debby Haak                      | 4–6, 6–3, 4–6      |
| Vinnare  | 5 juni 2000      | Antalya, Turkiet     | Grus     | Susanne Filipp          | Elena Yaryshka Agata Kurowska                    | 6–2, 6–4           |
| Vinnare  | 5 juni 2000      | Tallinn, Estland     | Grus     | Agata Kurowska          | Kaia Kanepi Scarlett Werner                      | 7–6 (7–5), 6–4     |
| Tvåa     | 26 juni 2000     | Båstad, Sverige      | Grus     | Susanne Filipp          | Sofia Arvidsson Kristina Jarkenstedt             | 4–6, 5–7           |
| Vinnare  | 30 oktober 2000  | Stockholm, Sverige   | Hård (i) | Jenny Lindström         | Sofia Arvidsson Kristina Jarkenstedt             | 4–0, 5–3, 4–0      |
| Vinnare  | 28 januari 2002  | Mallorca, Spanien    | Grus     | Jennifer Schmidt        | Karina Jacobsgaard Irena Nossenko                | 7–6(7–3), 7–5      |
| Silver   | 4 februari 2002  | Mallorca, Spanien    | Grus     | Jennifer Schmidt        | Rosa María Andrés Rodríguez Mariam Ramon Climent | 2–6, 3–6           |
| Silver   | 18 februari 2002 | Las Palmas, Spanien  | Grus     | Jennifer Schmidt        | Rosa María Andrés Rodríguez Dinara Safina        | 1–6, 2–6           |
| Vinnare  | 28 maj 2002      | Warszawa, Polen      | Grus     | Jenny Lindström         | Maria Boboedova Lauren Breadmore                 | 6–3, 6–2           |
| Vinnare  | 27 oktober 2002  | Kairo, Egypten       | Grus     | Kira Nagy               | Rushmi Chakravarthi Sai Jayalakshmy Jayaram      | 6–2, 6–1           |
| Vinnare  | 21 juli 2003     | Innsbruck, Österrike | Grus     | Kira Nagy               | Melinda Czink Mara Santangelo                    | 6–4, 4–6, 6–4      |
| Silver   | 23 februari 2004 | Las Palmas, Spanien  | Grus     | Eszter Molnár           | María José Argeri Letícia Sobral                 | 3–6, 3–6           |
| Vinnare  | 17 maj 2004      | Gdynia, Polen        | Grus     | Stefanie Weis           | Natalia Bogdanova Valeria Bondarenko             | 3–6, 6–3, 7–5      |
| Silver   | 7 juni 2004      | Vaduz, Lichtenstein  | Grus     | Kira Nagy               | Tatiana Poutchek Anastasia Rodionova             | 3–6, 4–6           |
| Silver   | 12 juli 2004     | Vittel, Frankrike    | Grus     | Maria Goloviznina       | Séverine Beltrame Stéphanie Cohen-Aloro          | 1–6, 3–6           |